# Krankenhausbibliothek
Eine Krankenhausbibliothek ist eine wissenschaftliche Spezialbibliothek in einem Krankenhaus, die von den Krankenhausmitarbeitern (Ärzten, medizinisches Personal, Studenten, Praktikanten und Auszubildende) benutzt wird. Der Bestand orientiert sich an der fachlichen Ausrichtung des  Krankenhauses und dient mit der Umsetzung wissenschaftlicher Erkenntnisse in der Patientenversorgung der Qualitätssicherung in der Medizin sowie der Aus- und Weiterbildung, beispielsweise anhand grauer Literatur.
Zu unterscheiden sind Bibliotheken an Krankenhäusern
- die zugleich als akademische Lehrkrankenhäuser fungieren
- die mittleres medizinisches und pflegerisches Personal ausbilden
- ohne Ausbildungsfunktion.

In der Regel handelt es sich bei medizinischen Fachbibliotheken und Patientenbibliotheken aufgrund der unterschiedlichen Zielgruppe um voneinander unabhängige Einrichtungen; es gibt aber auch einige Krankenhäuser, in denen beide in einer Krankenhausbibliothek vereinigt sind.
Um die Pflicht zur fachlichen Fortbildung (§ 95d SGB V) zu erfüllen, spielen elektronische Medien und Lernprogramme eine besondere Rolle. 2003 wurde die virtuelle Fachbibliothek Medpilot gegründet.
Im Auftrag der Arbeitsgemeinschaft für Medizinisches Bibliothekswesen (AGMB) wurden im November 2004 Standards für die Mindest-Ausstattung, die Anforderungen an eine leistungsfähige Krankenhausbibliothek und ihre Service-Angebote erstellt.